# Margot Laffite
Pour les articles homonymes, voir Laffite.
Margot Laffite, de son vrai nom Marguerite Laffite, née le 6 novembre 1980 à Paris, est une pilote automobile et animatrice de télévision française.

## Biographie
Elle découvre le sport automobile au milieu des années 90, aux 24 Heures du Mans, où elle voit son père Jacques Laffite courir en vrai pour la première fois.
Elle anime en 2011 l'émission Dimanche F1 sur Eurosport,. Elle anime également l'émission V6, consacrée à l'automobile, créée en septembre 2000 par Paul Chelly, pour la chaîne de télévision AB Moteurs.
En 2013, à la suite du rachat des droits de la Formule 1 par Canal+, Margot rejoint la chaîne cryptée et devient chroniqueuse en 2013 puis présentatrice à partir de 2014 de l'émission Formula One sur Canal+, et présentatrice « joker » (remplaçante) de l'émission Les Spécialistes F1 sur Canal+ Sport. L'émission est arrêtée en 2016.
Depuis 2013, Margot Laffite est marraine de l'Association Du Sport et Plus.
Depuis 2018, elle se trouve sur les Grand Prix de Formule 1 avec notamment Franck Montagny, et en plateau, en tant qu'animatrice des émissions de Canal + diffusées durant les retransmissions des week-ends de course.
En 2020, elle devient marraine de l'école AMOS Rennes, école de commerce du Sport Management 100% Sport Business.

## Carrière en sport automobile

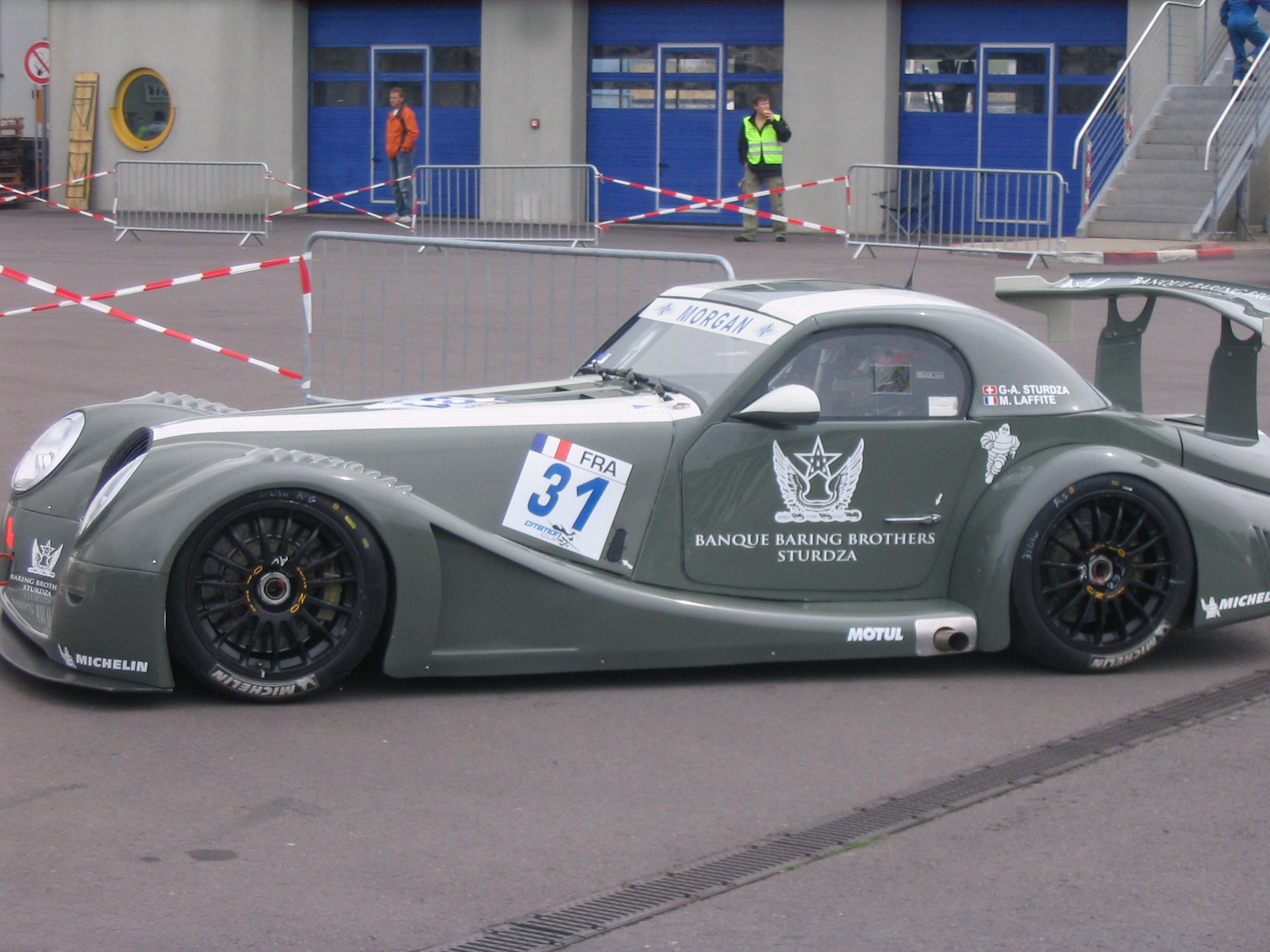
Morgan Aero 8 GT3 conduite par Marguerite Laffite lors du Championnat d'Europe FIA GT3 2008 à Oschersleben.

Au début des années 2000, elle commence sa carrière dans le sport automobile. En 2007 et 2008, elle participe au Championnat d'Europe FIA GT3 avec l’équipe AutoGT Racing. C’est là qu’elle et George Alexandre Sturdza ont conduit une Morgan Aero Super Sports GT3. Durant les deux saisons, elle ne parvient pas à se placer dans les points.
En 2008, 2009 et 2012, elle participe à l’Eurocup Mégane Trophy. Au cours des deux premières années, elle prend le départ avec l’équipe Boutsen Energy Racing et en 2012 avec l’équipe Oregon.
En 2008, elle participe à deux courses de la Porsche Carrera Cup France. En 2010, elle participe à la SEAT Leon Supercopa France. Deux ans plus tard, elle participe à la Peugeot RCZ Racing Cup. En 2014, elle participe au championnat « Supertourisme by Mitjet » et termine 18ème au classement général.
Lors de la saison 2018/19, elle court avec Katherine Legge et Michelle Gatting sur une Ligier JS P3 dans la  catégorie LMP3 des Asian Le Mans Series. Lors de la course des 4 Heures de Sepang, elle termine à la 13e place et la huitième au classement LMP3.
Elle participe aussi régulièrement au Trophée Andros, dont elle a remporté le Trophée féminin en 2005, et plusieurs fois le Trophée de la 1re dame.

### Résultats saisons (sport automobile)
| 2007 | Championnat d'Europe FIA GT3 | Auto GT Racing        | 4                  | 0                  | 0                  | 0                  | 0                  | 0                  | n.c                |                    |                    |                    |                    |                    |                    |
| 2008 | Championnat d'Europe FIA GT3 | Auto GT Racing        | 9                  | 0                  | 0                  | 0                  | 0                  | 0                  | n.c                |                    |                    |                    |                    |                    |                    |
| 2008 | Eurocup Mégane Trophy        | Boutsen Energy Racing | 2                  | 0                  | 0                  | 0                  | 0                  | 0                  | n.c                |                    |                    |                    |                    |                    |                    |
| 2008 | Porsche Carrera Cup France   | ?                     | 2                  | 0                  | 0                  | 0                  | 0                  | 0                  | n.c                |                    |                    |                    |                    |                    |                    |
| 2008 | Mitjet Series                | ?                     | ?                  | ?                  | ?                  | ?                  | ?                  | ?                  | 33e                |                    |                    |                    |                    |                    |                    |
| 2009 | Eurocup Mégane Trophy        | Boutsen Energy Racing | 2                  | 0                  | 0                  | 0                  | 0                  | 7                  | 17e                |                    |                    |                    |                    |                    |                    |
| 2010 | SEAT Leon Supercopa France   | SEAT France           | 2                  | 0                  | 0                  | 0                  | 0                  | 0                  | n.c                |                    |                    |                    |                    |                    |                    |
| 2011 | pas de compétition           | pas de compétition    | pas de compétition | pas de compétition | pas de compétition | pas de compétition | pas de compétition | pas de compétition | pas de compétition | pas de compétition | pas de compétition | pas de compétition | pas de compétition | pas de compétition | pas de compétition |
| 2012 | Eurocup Mégane Trophy        | Oregon Team           | 6                  | 0                  | 0                  | 0                  | 0                  | 6                  | 20                 |                    |                    |                    |                    |                    |                    |
| 2012 | Eurocup Clio                 | FB Racing             | 8                  | 0                  | 0                  | 0                  | 0                  | 0                  | n.c                |                    |                    |                    |                    |                    |                    |
| 2012 | Peugeot RCZ Racing Cup       | Peugeot Sport         | 2                  | 0                  | 0                  | 0                  | 0                  | 0                  | n.c                |                    |                    |                    |                    |                    |                    |
| 2013 | Trophée Andros électrique    | Picard                | 13                 | 0                  | 0                  | 0                  | 0                  | 309                | n.c                |                    |                    |                    |                    |                    |                    |
| 2013 | Eurocup Mégane Trophy        | Oregon Team           | 12                 | 0                  | 0                  | 0                  | 0                  | 33                 | 12e                |                    |                    |                    |                    |                    |                    |

## Participation
En septembre 2017, Margot Laffite fait partie du jury du concours d'élegance Chantilly Arts & Elegance Richard Mille 2017.
En avril 2018, elle participe au Tour Auto Optic 2000 avec Olivier Pernaut, fils de Jean-Pierre Pernaut, avec une Alfa Romeo Giulia Sprint GT de 1966.
Le 9 septembre 2023, elle prend le volant de la voiture de sécurité lors du Grand Prix Explorer 2 sur le tracé Bugatti du Mans organisé par le vidéaste Squeezie.

## Vie privée
Elle donne naissance à un garçon, Albert, le 4 février 2015, né de sa relation avec Arnaud Tsamere avec lequel elle s'est mariée en 2015. Le couple divorce en novembre 2017.
En février 2020, elle accouche de son deuxième enfant, une fille.